# Castello di Pietra Ligure
Il castello di Pietra Ligure è un edificio difensivo situato alle spalle del centro storico di Pietra Ligure.

## Storia e descrizione
L'antico nome di Pietra Ligure era La Pietra, e faceva riferimento all'imponente scoglio calcareo che si trova a levante del centro storico, sopra il quale fu costruito il castro romano. Il castello, ingrandito nel periodo delle invasioni barbariche e saracene (VI-IX secolo), era di proprietà vescovile e raggiunse le sue attuali dimensioni nel XVI secolo. Si ritiene che questo sbarramento naturale, facilmente difendibile, costituisse un caposaldo di confine fra i Bizantini e i Longobardi.
Il castrum bizantino fu distrutto probabilmente dal re Rotari, ma nello stesso sito sorse nel XII secolo il castello medievale, roccaforte dei vescovi di Albenga, soggetta allora a frequenti attacchi da parte dei Del Carretto di Finale. Ad ovest del castello si sviluppò un borgo, cinto da mura turrite e dotato di cinque porte: la porta della marina protetta da un bastione a sud, la porta di Santa Caterina vicino all'omonimo oratorio campestre a nord, la porta del portino protetta dalla torre di via Rocca Crovara e la porta reale ad ovest, la porta del macello ad est. Dopo alterne vicende, il borgo fu definitivamente ceduto dal papa Urbano VI a Genova, nel 1385, e acquistò notevole importanza quale punta avanzata della Repubblica tra il Finalese e Loano, feudo dei Doria.
Il castello rimase invece proprietà dei vescovi di Albenga, che lo cedettero agli Arnaldo alla fine del Trecento. Passò poi in possesso di altre famiglie patrizie e fu ampliato nel 1550 con l'aggiunta di un'ala verso sud-ovest, di un arco nella parte est oltre alle due garitte. A causa delle scorrerie saracene il piazzale superiore venne armato con due grossi cannoni, che sul finire del XVIII secolo in vista dell'invasione francese vennero rimandati a Genova. La parte medievale è stata ristrutturata negli anni sessanta e trasformata in locale di ritrovo nel 1967. La solida muratura appoggiata direttamente sulla roccia, la posizione impervia, i passaggi voltati e i bassi locali delle segrete conosciuti come "Grimaldina", per il fatto che vi furono imprigionati due fratelli Grimaldi di Monaco alla fine del Trecento, giustificano l'importanza che il castello esercitò nel sistema difensivo locale.